# Бобињи (Сена Сен Дени)
Бобињи (фр. Bobigny) је насељено место у Француској у региону Париски регион, у департману Сена Сен Дени.
По подацима из 2011. године у општини је живело 47.224 становника, а густина насељености је износила 6975,48 становника/km².

## Демографија
| 1962.  | 1968.  | 1975.  | 1982.  | 1990.  | 2011.  |
| ------ | ------ | ------ | ------ | ------ | ------ |
| 37.010 | 39.453 | 43.125 | 42.723 | 44.659 | 47.224 |

## Партнерски градови
- Потсдам
- Серпухов